# Slættanes
Slættanes is een plaats die behoort tot de gemeente Sandavágs kommuna in het noorden van het eiland Vágar op de Faeröer. Slættanes is tegenwoordig verlaten en heeft dus ook geen postcode meer. Slættanes ligt, net als het eveneens verlaten dorpje Víkar aan de noordkust van het eiland. Het dorp werd gesticht in het jaar 1835 door een man met de naam Hendrik Thomasen. Er zijn nooit wegen aangelegd naar Slættanes maar er zijn wel enkele paden. Eéntje gaat naar Sandavágur in het zuidoosten, een andere naar Sørvágur in het zuiden, en een derde naar Gásadalur in het westen. De huizen worden gebruikt als buitenverblijven door de vroegere inwoners en hun familie.

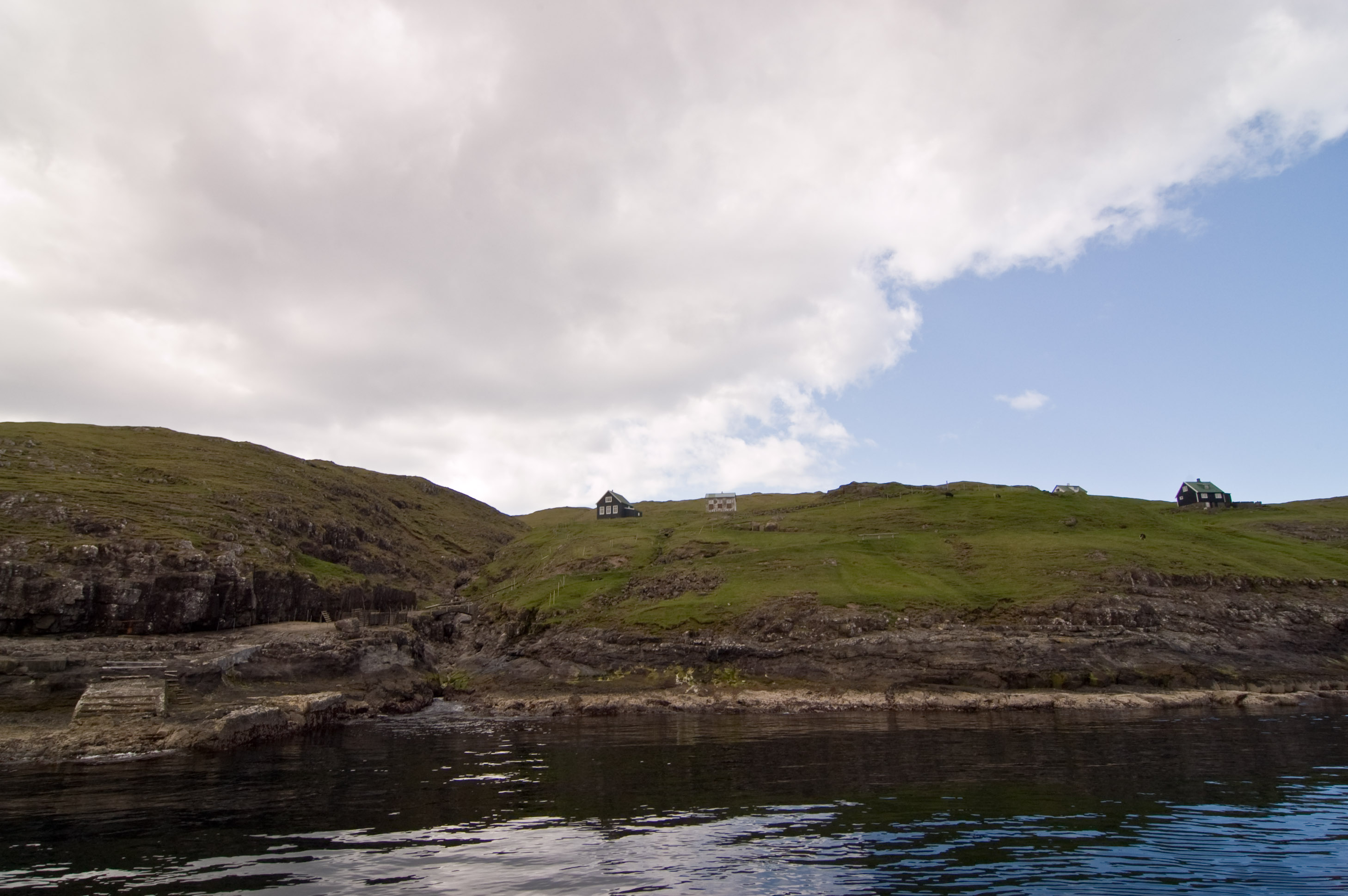
Slættanes